# Yên Hiếu vương
Yên Hiếu vương (chữ Hán: 燕孝王; trị vì: 257 TCN-255 TCN), là vị vua thứ 43 hoặc 44 của nước Yên thời Chiến Quốc trong lịch sử Trung Quốc.
Yên Hiếu vương là con của Yên Vũ Thành vương. Năm 258 TCN, Vũ Thành vương qua đời, Hiếu vương lên nối ngôi.
Sử sách không nói tới các sự kiện liên quan tới nước Yên trong thời gian Yên Hiếu vương làm vua.
Năm 255 TCN, Yên Hiếu vương qua đời. Ông ở ngôi 3 năm. Con ông là thái tử Cơ Hỉ lên nối ngôi, tức là Yên vương Hỉ.